# Gniewiewski
Gniewiewski (Gniewski) – polski herb szlachecki z nobilitacji.

## Opis herbu
W polu błękitnym mur czerwony, zza którego pół rycerza w zbroi srebrnej, trzymającego szablę w prawicy.
Na hełmie w koronie, klejnot - trzy pióra strusie: czerwone, srebrne i purpurowe, między pierwszym a drugim chorągiew w jaskółczy ogon w lekki skos, błękitna, płatem w prawo, między drugim a trzecim chorągiew w lekki skos lewy, srebrna, płatem w prawo.
Labry - błękitne, podbite srebrem.
Józef Szymański podaje też alternatywny wizerunek herbu, w którym postać rycerza stoi na murze.

## Najwcześniejsze wzmianki
Nadany 9 września 1581 Kasprowi Gniewskiemu.

## Herbowni
Gniewski - Gniewiewski.